# Вымирающая порода
«Вымирающая порода» (англ. Dying Breed, 2008) — фильм режиссёра Джоди Двайера.

## Сюжет
Между 1788 и 1868 годами Австралия была британской штрафной колонией. Земля Ван-Димена, нынешняя Тасмания, была самым ужасным местом заключений. Выжить было непросто, но некоторые сбежали. Александр Пирс по прозвищу «Пирожник» был одним из них.

## В ролях
- Натан Филлипс — Джэк
- Ли Уоннелл — Мэтт
- Мирра Фолкс[англ.] — Нина
- Мелани Вальехо — Ребекка

## Съёмочная группа
- Режиссёр: Джоди Двайер (Jody Dwyer)
- Сценарий: Майкл Буген (Michael Boughen), Род Моррис (Rod Morris), Джоди Двайер (Jody Dwyer)
- Продюсеры: Майкл Буген (Michael Boughen), Род Моррис (Rod Morris)
- Оператор: Джеффри Холл (Geoffrey Hall)
- Художник-постановщик: Джани Паркер (Janie Parker)
- Композитор: Нерида Тайсон-Чю[англ.] (Nerida Tyson-Chew)
- Монтаж: Марк Перри (Mark Perry)
- Подбор актёров: Ануша Заркеш (Anousha Zarkesh)
- Художник по костюмам: Кэти Грэхам (Katie Graham)

## Производство
«After Dark Films», 
 «Film Finance Corporation Australia», 
 «Omnilab Media», 
 «Ambience Entertainment», 
 «Miropix», 
 «Film Victoria».

## Прокат
«Hoyts Distribution» (Австралия, Новая Зеландия), «Darc Light»